# 情報一番!カツ躍ワイド
『情報一番!カツ躍ワイド』（じょうほういちばん カツやくワイド）は、1995年4月3日から1999年3月26日まで山口放送（KRYテレビ）で放送された夕方ワイド番組。毎週月曜から金曜の夕方5時台に放送されていた。

## 概要
山口朝日放送 (yab) の『5時からワイド』に対抗して立ち上げた『いきいきやまぐち455』が、逆に返り討ちにあって打ち切られたことから作られた。日本テレビ『ズームイン!!朝!』の山口県担当リポーターや『KRYですこんにちは　勝津正男のナマナマ55分』の司会などでテレビ番組への出演経験豊富だった勝津正男（当時山口放送アナウンサー）を司会に据え、彼のパーソナリティをフルに生かした番組構成とした。

## 出演者
- 勝津正男
- 池内博子
- 瀬川嘉

ほか

## 番組開始前に放送された当時KRYテレビの番組編成
- いきいきやまぐち455
- NNNニュースプラス1 - 日テレ発・番組開始に伴い、コーナー枠へ統合。
- KRY テレビ夕刊 - 番組開始に伴い、『プラス1やまぐち』へリニューアル。

| 山口放送 夕方ワイド番組 | 山口放送 夕方ワイド番組 | 山口放送 夕方ワイド番組           |
| 前番組                  | 番組名                  | 次番組                            |
| ----------------------- | ----------------------- | --------------------------------- |
| いきいきやまぐち455     | 情報一番!カツ躍ワイド   | 井上雪彦の熱血テレビ ↓ 熱血テレビ |